# 팬티 & 스타킹 with 가터벨트
《팬티 & 스타킹 with 가터벨트》는 2010년 10월부터 12월까지 방영한 일본의 TV 애니메이션으로 감독은 이마이시 히로유키, 캐릭터 디자인은 니시고리 아츠시로서 《천원돌파 그렌라간》의 제작 스태프가 다수 참가하고 있다. 본편에 선행해 감독인 이마이시가 《월간 뉴타입》일본어판 2010년 8월호부터 단편 만화를, 만화가인 TAGRO가《영 에이스》2010년 9월호부터 본작의 만화판을 연재하고 있다.
그림체나 연출이 미국의 카툰 네트워크 애니메이션을 표방하고 있으나 일본 애니메이션 풍의 연출이나 그림체도 섞여있으며, 매회 심의에 아슬아슬할 정도의 성적 표현을 하고 있다. 각화의 서브타이틀은 모두 옛날 미국 영화를 필두로 과거의 영화들을 패러디한 것이며, 그 외에도 극중, 화면, 애니메이션, 만화판 등에서 미국이나 일본의 여러 작품으로부터의 패러디가 다수 보이고 있다.

## 스토리
다텐 시티에 출몰하는 고스트들을 하늘에서 내려온 두 명의 낙제 천사, 팬티와 스타킹 자매가 무찌르는 이야기이다.

## 등장인물

### 메인캐릭터
- 팬티(Panty)

성우 - 오가사와라 아리사 / 제이미 마키
팬티&스타킹 자매 중 언니. 금발에 긴 머리로, 남자를 밝히는 편이라 멋진 남자가 보이면 헌팅을 한다. 매운걸 좋아하지만 단건 질색이다. 입고있는 팬티를 권총형의 천사병기 백레스로 변성한다. (당연히 백레스 사용 중에는 노팬티다.) 브리프가 자신을 짝사랑하고 있다는 사실에 자각은 없지만, 친구로서는 보고 있다. 스타킹 왈, 천계에서의 학창시절엔 자주 학교를 빼먹었다고 한다.
기술보다는 힘에 특화되어 있으며, 빨리쏘기가 특기. 백레스 이외의 총기도 잘 다루지만 화약냄새가 질색이기 때문에 그다지 쓰지 않는다. 백레스는 타인의 팬티로도 변성할 수 있으며, 남자의 경우 입고 있던 주인의 Penis의 성능에 영향을 받기 때문에 모든 팬티를 다 쓸 수 있는 거라고는 단정할 수 없다. 그러나 백레스 끼리의 합체를 통해 서브머신건이나 스나이퍼 라이플 등 보다 화력이 강한 총기로 사용하는 것이 가능하다.
- 스타킹(Stocking)

성우 - 이세 마리야 / 모니카 리얼
팬티&스타킹 자매 중 여동생. 군청&핑크에 긴 생머리로, 고딕패션으로 몸을 꾸민 고딕 앤 로리타 캐릭터다. 만화 캐릭터지만 가슴이 크다. 단맛 중독이지만 아무리 먹어도 살이 찌지 않는 체질. 매운 걸 제일 싫어한다. 입고 있는 스타킹을 벗으면 천사병기인 두 자루의 검, 스트라이프I&II로 변성하며, 그 날카로움과 강도는 달려오는 세미트레일러를 절단해버릴 정도이다. 상당한 독설가이며 격분하면 팬티조차도 밀릴 만큼 흉폭해진다.
힘에 특화해 있는 팬티와 반대로 기술에 특화되어 있다. 호네코네코라 불리는 좌반신이 뼈 그림으로 되어 있는 고양이 봉제인형을 들고 다니는 경우가 많다. 마조히스트적 경향이 있다. 고스트에 의해 묶여 들어올려진 걸로 포박 플레이에도 눈떴다. 15화에서는 데몬 자매의 농간에 의해 전기의자에 앉게 되나 감전의 쾌감에 빠지기도 하는 등, 진행될 수록 마조히스트적 경향이 두드러져 가는 것이 특징이다.사실 악마.
가터벨트(Garterbelt)
성우 - 이시이 코지 / 크리스토퍼 R. 새벗
신부로서 팬티&스타킹 자매의 상사이자 동성애자. 검은 피부에 거대한 아프로파마를 하고 있다. 보통은 비교적 침착한 편이지만, 팬티&스타킹 자매에 대해 격분하게 되면 말투가 거칠어지고 더러워진다. 기본적으로는 정론인 내용인지라 상사로서 상담인이라고 할 수 있으나, 개인적인 면은 역시나 이상한 면도 많다. 팬티&스타킹 자매로부터는 가터라는 애칭으로 불리고 있다.
척(Chuck)
성우 - 나카무라 타카시 / 이언 싱클레어
성당에서 키우고 있는 녹색의 생물. 팬티&스타킹 자매나 가터벨트에게 밟히거나 부서지거나 해서 몇번이고 너덜너덜해진다. 하늘에서 내려오는 지령의 힌트를 낙뢰와 함께 수신하는 역할을 맡고 있다. 스타킹과 함께 행동할 때가 많으며 시스루를 운전하기도 한다.
브리프(Brief)
성우 - 요시노 히로유키 / 조엘 맥도널드
다텐 시티의 소년으로 학교 최하층 클래스인 루저클래스에 소속되어 있는 괴짜. 애니메이션에선 3화에 첫등장하였으며, 학원에 잠입조사하러 온 팬티에게 한눈에 반해 이후 그녀를 짝사랑하고 있다. 팬티&스타킹 자매로부터는 Geek boy(괴짜 소년)이라는 별명으로 불리고 있으며, 자칭 오컬트 마니아로서 고스트의 존재를 알고나서는 항상 등에 고스트 탐지기를 매고 다닌다. 그런 주제에 실제 고스트와 만나면 혼란에 빠지거나 정신줄을 놓거나 한다. 그러면서도 잘도 팬티&스타킹 자매에게 부려먹히거나 고스트와의 싸움에 휘말려서 이차피해자가 되거나 하지만 그의 행동이 결과적으로 그녀들에게는 도움이 되는 일도 적지 않다. 가터벨트와는 메일주소(대한민국으로 치면 폰번호)를 교환했다.
- 시스루(See-Through)

팬티&스타킹 자매가 애용하고 있는 쇼킹 핑크 색의 험비. 보통은 가터벨트의 성당 지하에 격납되어있다. (공식 사이트에 캐릭터로 분류되어 있어 그에 따른다.)

### 악마
천사와는 천지창조 때부터 적대하고 있다. 11화(6회 방영분)에서 첫등장한다.
- 코르셋(Corset)(성우：치바 시게루)

다텐 시티의 시장. 데몬 자매의 아버지라고 알려져 있다. 표면과 뒷면에서 다텐 시티를 지배하고자 하고 있으며 가터벨트를 '미치광이 가터벨트'로 평하고 있다. 실제로는 데몬 자매의 보스이며 가터벨트의 라이벌이다. 극도의 구속(Bondage) 성향을 가지고 있다.
- 데몬 자매(Demon Sisters)

다텐 시티 시장의 딸이라는 설정으로 다텐 시티 학원에 전입, 일약 학원의 퀸이 되어 새로운 교칙, 새로운 교복을 이용, 학교를 규율로서 바로잡으려 했다. 발음을 할 때 심하게 굴리는 경향이 있다. 예의범절, 용모, 품성, 운동신경, 가계, 학력, 시력, 청력 등에서 팬티&스타킹 자매를 상회하고 있다.
스캔티(Scanty)(성우：코마츠 유카 / 콜린 클링컨비어드)
데몬 자매 중 언니. 룰을 중요시 하는 성격에 붉은 피부, 무릎까지 내려오는 라이트 그린의 긴 머리를 갖고 있다. 머리에 두 개의 뿔이 나 있으며, 공손한 말투로 무례한 말을 구사하는 게 특징. 입고 있는 스캔티(미니 팬티) 2장을 검은 리볼버, 더블 골드 레시턴거로 변성하는 것이 가능하며, 세미오토와 풀 오토의 전환조작이나 합체로 인해 화력이 높은 총기로 바꾸는 것도 가능하다. 11화에서는 샷건으로 변성했었다. 팬티&스타킹 자매를 '화장실 천사'나 '변기*Stupid'따위로 부르고 있다.
니삭스(Kneesocks)(성우：후지무라 아유미 / 셰러미 리)
데몬 자매 중 여동생. 붉은 피부에 라이트블루의 포니테일로 이마에 한 개의 뿔이 나 있으며, 안경을 쓰고 있다. 자로 잰 듯이 규범적인 생활을 함과 동시에、적면성을 지닌 걸 자각하고 있어서 얼굴이 붉어지면 분홍색이 된다. 신고 있는 니삭스를 두 자루의 데스사이즈, 더블 골드 스판덱스로 변성하는 것이 가능하며, 그것에 찔린 야생의 고스트는 모습이 바뀌고 파워업 한다.
- 파스너(Fastener)(성우：마키구치 미키 / 크리스토퍼 베빈스)

데몬 자매와 같이 있는 분홍색 생물. 사마귀 같은 눈을 하고 있고 눈동자가 없으며, 꽤나 공격적이다. 데몬 자매의 검은 SUV 리무진, 지스트링(G-String)을 운전한다.

### 고스트(Ghost)
다텐 시티에 존재하는 사람의 마음 속 어둠이나 원념 등을 구체화한 악령으로서 팬티&스타킹 자매가 퇴치하는 존재. 팬티&스타킹 자매는 이 악령을 퇴치하여 얻을 수 있는 헤븐 코인 이라 불리는 동전(단위는 헤븐)을 모으지 않으면 안 된다. 퇴치되었을 때에는 가터벨트의 교회에 있는 종이 울린다. 그리고 극중에서는 팬티&스타킹 자매에 의해 퇴치되는 순간은 실사영상으로 촬영되어 화약을 사용한 고스트 모형을 실제로 폭발시키고 있다. 고스트의 공통점으로는 본체가 검다는 것이나(흰 경우도 있다.), 몸의 일부가 그라데이션처럼 일렁이는 것을 들 수 있다.

## 용어
다텐 시티(Daten City (堕天使, "타락 천사"))
이야기의 주된 무대가 되는 마을. 나레이션에서는 〈신과 악마 사이의 마을〉〈사랑과 욕망이 소용돌이 치는 마을〉등등으로 일컬어지고 있다.
리틀 도쿄(Little Tokyo)
다텐 시티 서쪽에 있는 마을. 일본의 도쿄 같은 마을 풍경과 사람들의 생활이 있다. 그림체가 카툰 형인 다텐 시티와는 달리 사람도 마을도 모두 리얼한 데포르메로 그려져 있다.
고스트 스톤 (Ghost Stone)
수천년 간 인간의 사악한 기운을 빨아들여 생성된 것으로 악마만이 사용할 수 있으나, 천사가 부수는 건 가능하다.

## 제작진
- 원작・애니메이션 제작 : GAINAX
- 감독 : 이마이시 히로유키
- 부감독 : 오쓰카 마사히코
- 시리즈 구성 : 킹 프리트
- 메인 캐릭터 디자인 : 니시고리 아쓰시
- 컨셉 아트 : 요시나리 요
- 코디네이터 : 고야마 시게토
- 미술감독 : 노무라 마사노부
- 색채설계 : 가키타 유키코
- 배경감독 : 모로하시 후미히코
- 편집 : 우에마쓰 준이치
- 음악 : ☆Taku Takahashi(m-flo) & TCY Crew
- 음향감독 : 이와나미 요시카즈
- 프로듀서 : 이마모토 다카시、후쿠다 준、쓰지 소이치、후지타 사토시、마스모토 가즈야、우에타케 나쓰키、스즈키 도모코、야스다 다카오
- 제작 : PSG제작위원회

## 음악
여는 노래(Opening Theme) 《Theme for Panty & Stocking》
프로듀서 : ☆Taku Takahashi(m-flo) / 작사・작곡・노래 : Hoshina Anniversary
닫는 노래(Ending Theme) 《Fallen Angel》
프로듀서 : ☆Taku Takahashi / 작사 : LISA / 작곡 : LISA, Mitsunori Ikeda / 노래 : Aimee B
| #            | 제목                             | 작사                       | 작곡                       | 아티스트                                   | 재생 시간 |
| ------------ | -------------------------------- | -------------------------- | -------------------------- | ------------------------------------------ | --------- |
| 1.           | 〈Theme for Panty & Stocking〉   | Hoshina Anniversary        | Hoshina Anniversary        | Hoshina Anniversary                        | 0:32      |
| 2.           | 〈Immoral Church〉               | TeddyLoid, ☆Taku Takahashi | TeddyLoid, ☆Taku Takahashi | Hoshina Anniversary                        | 0:27      |
| 3.           | 〈Fly Away〉                     |                            | TeddyLoid                  | TeddyLoid                                  | 4:23      |
| 4.           | 〈Daten City〉                   |                            | TeddyLoid                  | TeddyLoid                                  | 0:49      |
| 5.           | 〈Beverly Hills Cock〉           |                            | ☆Taku Takahashi            | TCY FORCE                                  | 1:25      |
| 6.           | 〈Pantscada〉                    |                            | TeddyLoid, ☆Taku Takahashi | TCY FORCE                                  | 1:59      |
| 7.           | 〈Dancefloor Orgy〉              |                            | TeddyLoid                  | TeddyLoid                                  | 3:33      |
| 8.           | 〈D City Rock〉                  | LISA                       | TeddyLoid                  | TeddyLoid feat. Debra Zeer                 | 4:32      |
| 9.           | 〈Juice〉                        |                            | ☆Taku Takahashi            | Jun Sasaki                                 | 1:03      |
| 10.          | 〈EPTM〉 (Booty Bronx Remix)     |                            | Hoshina Anniversary        | Hoshina Anniversary feat. Kodai of KinKieS | 4:16      |
| 11.          | 〈Cherryboy Riot〉               |                            | TeddyLoid                  | TeddyLoid                                  | 4:33      |
| 12.          | 〈Technodildo〉                  |                            | Hoshina Anniversary        | Hoshina Anniversary                        | 4:30      |
| 13.          | 〈CHOCOLAT〉                     | Emyli, ☆Taku Takahashi     | Emyli, ☆Taku Takahashi     | TCY FORCE feat. Mariya Ise                 | 4:06      |
| 14.          | 〈Theme for Scanty & Kneesocks〉 |                            | TeddyLoid                  | TeddyLoid                                  | 4:13      |
| 15.          | 〈Schranz Chase〉                |                            | Booty Bronx                | Booty Bronx                                | 5:23      |
| 16.          | 〈Tenga Step〉                   |                            | TCY FORCE                  | TCY FORCE                                  | 2:52      |
| 17.          | 〈See-Through〉                  |                            | Hoshina Anniversary        | Hoshina Anniversary                        | 4:47      |
| 18.          | 〈Corset Theme〉                 |                            | TeddyLoid                  | TeddyLoid                                  | 4:34      |
| 19.          | 〈Champion〉                     |                            | Emyli, ☆Taku Takahashi     | TCY FORCE feat. Emyli                      | 4:51      |
| 20.          | 〈Fallen Angel〉                 | LISA                       | LISA, Mitsunori Ikeda      | Mitsunori Ikeda feat. Aimee B              | 15:55     |
| 총 재생 시간 | 총 재생 시간                     | 총 재생 시간               | 총 재생 시간               | 총 재생 시간                               | 1:18:43   |

## 방영 목록
| 방송일           | 회수                                             | 화수 | 부제                                                        | 시나리오                      | 콘티              | 연출              | 작화감독          | 패러디 원본                     |
| ---------------- | ------------------------------------------------ | ---- | ----------------------------------------------------------- | ----------------------------- | ----------------- | ----------------- | ----------------- | ------------------------------- |
| 2010년 10월 2일  | 1회                                              | 1화  | 仁義なき排泄 (인의없는 배설)                                | 이마이시 히로유키             | 이마이시 히로유키 | 이마이시 히로유키 | 니시고리 아쓰시   | 인의없는 전투 (일본 영화)       |
| 2010년 10월 2일  | 1회                                              | 2화  | デスレース2010 (Death Race 2010)                            | 오쓰카 마사히코               | 이마이시 히로유키 | 오쓰카 마사히코   | 스시오            | Death Race 2000 (미국 영화)     |
| 2010년 10월 9일  | 2회                                              | 3화  | ミツバチのざわめき (꿀벌의 웅성거림)                        | 와카바야시 히로미             | 니시고리 아쓰시   | 토미타 히로아키   | 코지마 히로카즈   | 꿀벌의 속삭임 (스페인 영화)     |
| 2010년 10월 9일  | 2회                                              | 4화  | セックス・アンド・ザ・ダテンシティ (Sex and the Daten City) | 세코 히로시                   | 나카무라 아키코   | 나카무라 아키코   | 나카무라 아키코   | Sex and the City (미국 드라마)  |
| 2010년 10월 16일 | 3회                                              | 5화  | キャットファイト・クラブ (Cat Fight Club)                   | 오쓰카 마사히코               | 야마모토 사요     | 야마모토 사요     | 오노다 마사토     | Fight Club (미국 영화)          |
| 2010년 10월 16일 | 3회                                              | 6화  | パルプ・アディクション (Pulp Addiction)                     | 코야마시게토                  | 히구치 신지       | 오쓰카 마사히코   | 요시가키 유스케   | Pulp Fiction (미국 영화)        |
| 2010년 10월 23일 | 4회                                              | 7화  | ダイエット・シンドローム (Diet Syndrome)                    | 오쓰카 마사히코               | 코마츠다 다이젠   | 토미타 히로아키   | 모토무라 코우이치 | China Syndrome (미국 영화)      |
| 2010년 10월 23일 | 4회                                              | 8화  | ハイスクール・ヌーディカル (High School Nudical)            | 와카바야시 히로미             | 마스야마 료지     | 토모다 마사하루   | 마스야마 료지     | High School Musical (미국 영화) |
| 2010년 10월 30일 | 5회                                              | 9화  | ハナムプトラ (하나므프트라)                                 | 이마이시 히로유키 이타가키 신 | 이타가키 신       | 이타가키 신       | 모토무라 코우이치 | The Mummy (미국 영화)           |
| 2010년 10월 30일 | 5회                                              | 10화 | ヴォミッティング・ポイント (Vomiting Point)                 | 세코 히로시                   | 코바야시 오사무   | 코바야시 오사무   | 무코우다 타카시   | Vanishing Point (미국 영화)     |
| 2010년 11월 6일  | 6회                                              | 11화 | 悪魔のような女たち (악마같은 여자들)                        | 오쓰카 마사히코               | 이마이시 히로유키 | 오쓰카 마사히코   | 니시고리 아쓰시   | Les Diaboliques (프랑스 영화)   |
| 2010년 11월 13일 | 7회                                              | 12화 | トランスホーム (Transform)                                  | 와카바야시 히로미             | 아메미야 아키라   | 아메미야 아키라   | 아메미야 아키라   | Transformers (미국 영화)        |
| 2010년 11월 13일 | 7회                                              | 13화 | 現金に裸体を張れ (현금에 알몸을 드러내라)                   | 오쓰카 마사히코               | 야마구치 사토시   | 야마구치 사토시   | 야마구치 사토시   | The Killing (미국 영화)         |
| 14화             | …オブ・ザ・デッド                                |      |                                                             |                               |                   |                   |                   |                                 |
| 15화             | 一匹の怒れるゴースト                             |      |                                                             |                               |                   |                   |                   |                                 |
| 16화             | 天使が水着にきがえたら                           |      |                                                             |                               |                   |                   |                   |                                 |
| 17화             | ゴースト ～ダテンシティの幻～                    |      |                                                             |                               |                   |                   |                   |                                 |
| 18화             | インナーブリーフ                                 |      |                                                             |                               |                   |                   |                   |                                 |
| 19화             | チャック・トゥ・ザ・フューチャー                 |      |                                                             |                               |                   |                   |                   |                                 |
| 20화             | チャック・トゥ・ザ・フューチャー PART 2          |      |                                                             |                               |                   |                   |                   |                                 |
| 21화             | チャック・トゥ・ザ・フューチャー PART 3          |      |                                                             |                               |                   |                   |                   |                                 |
| 22화             | HELP! 二人はエンジェル                           |      |                                                             |                               |                   |                   |                   |                                 |
| 23화             | ワンス・アポン・ア・タイム・イン・ガーターベルト |      |                                                             |                               |                   |                   |                   |                                 |
| 24화             | ナッシング・トゥ・ルーム                         |      |                                                             |                               |                   |                   |                   |                                 |
| 25화             | D.C.コンフィデンシャル                           |      |                                                             |                               |                   |                   |                   |                                 |
| 26화             | パンティ＋ブリーフ                               |      |                                                             |                               |                   |                   |                   |                                 |
| 27화             | ビッチガールズ                                   |      |                                                             |                               |                   |                   |                   |                                 |
| 28화             | ビッチガールズ 2ビッチ                           |      |                                                             |                               |                   |                   |                   |                                 |
| OVA              | Panty & Stocking in Sanitarybox                  |      |                                                             |                               |                   |                   |                   |                                 |

## 인용
1. ↑  공식twitter 에는“〈그렌라간〉팀이 준비한 TV애니메이션 최신작”이라고 표현하고 있다.
2. ↑  그러나 1화의 시점에서 묶이는 벌칙을 기대하고 있다는 발언으로 미루어 원래 그쪽 취향이 있었다고 볼 수도 있다. 그리고 알고 보니 악마 소오름
에피소드 18에 따르면 이상적인 남성은 추남인듯하다.
3. ↑  [ハムナプトラ(영화 미이라의 일본판 제목)의 패러디로서, 코딱지를 소재로 하고 있기에 ム와 ナ의 위치를 바꾼 것임.]
4. ↑  [일본판 제목인 悪魔のような女의 패러디이다.]
5. ↑  [일본판 제목인 現金に体を張れ의 패러디이다.]